# 阿歷克塞·腓特烈·克里斯蒂安
阿歷克塞·腓特烈·克里斯蒂安（德語：Alexius Friedrich Christian，1767年6月12日—1834年3月24日），第一任安哈特-貝恩堡公爵，1807年至1834年在位。

## 生平
1796年，阿歷克塞·腓特烈·克里斯蒂安繼承父親成為安哈特-貝恩堡親王。阿歷克塞興建許多教會與學校，以及道路建設等。1807年奧地利皇帝法蘭茲一世將安哈特-貝恩堡升格為公國，阿歷克塞成為第一任安哈特-貝恩堡公爵。

## 家庭
1794年，阿歷克塞·腓特烈·克里斯蒂安與黑森-卡塞爾的黑森-卡塞爾的瑪麗·弗里德里克結婚，兩人共有2子2女：
- 卡塔里娜·威廉明妮（1796年—1796年），夭折
- 路易絲（1799年—1882年）
- 腓特烈·阿瑪迪奧（1801年—1801年），夭折
- 亞歷山大·卡爾（1805年—1863年），1834年繼位為安哈特-貝恩堡公爵

由於婚姻生活並不愉快，兩人於1817年離婚。隔年，阿歷克塞與多蘿西亞·馮·索嫩貝格結婚。然而，多蘿西亞在婚後不久即去世。1819年，阿歷克塞與多蘿西亞的妹妹恩妮絲汀·馮·索嫩貝格結婚，兩人沒有子女。